# Leucadendron comosum
Leucadendron comosum är en tvåhjärtbladig växtart. Leucadendron comosum ingår i släktet Leucadendron och familjen Proteaceae.

## Underarter
Arten delas in i följande underarter:
- L. c. comosum
- L. c. homaeophyllum